# Suberanthus stellatus
Suberanthus stellatus är en måreväxtart som först beskrevs av August Heinrich Rudolf Grisebach, och fick sitt nu gällande namn av Attila L. Borhidi och M.Fernández Zeq.. Suberanthus stellatus ingår i släktet Suberanthus och familjen måreväxter.
Artens utbredningsområde är Kuba. Inga underarter finns listade i Catalogue of Life.